# Sztyblety

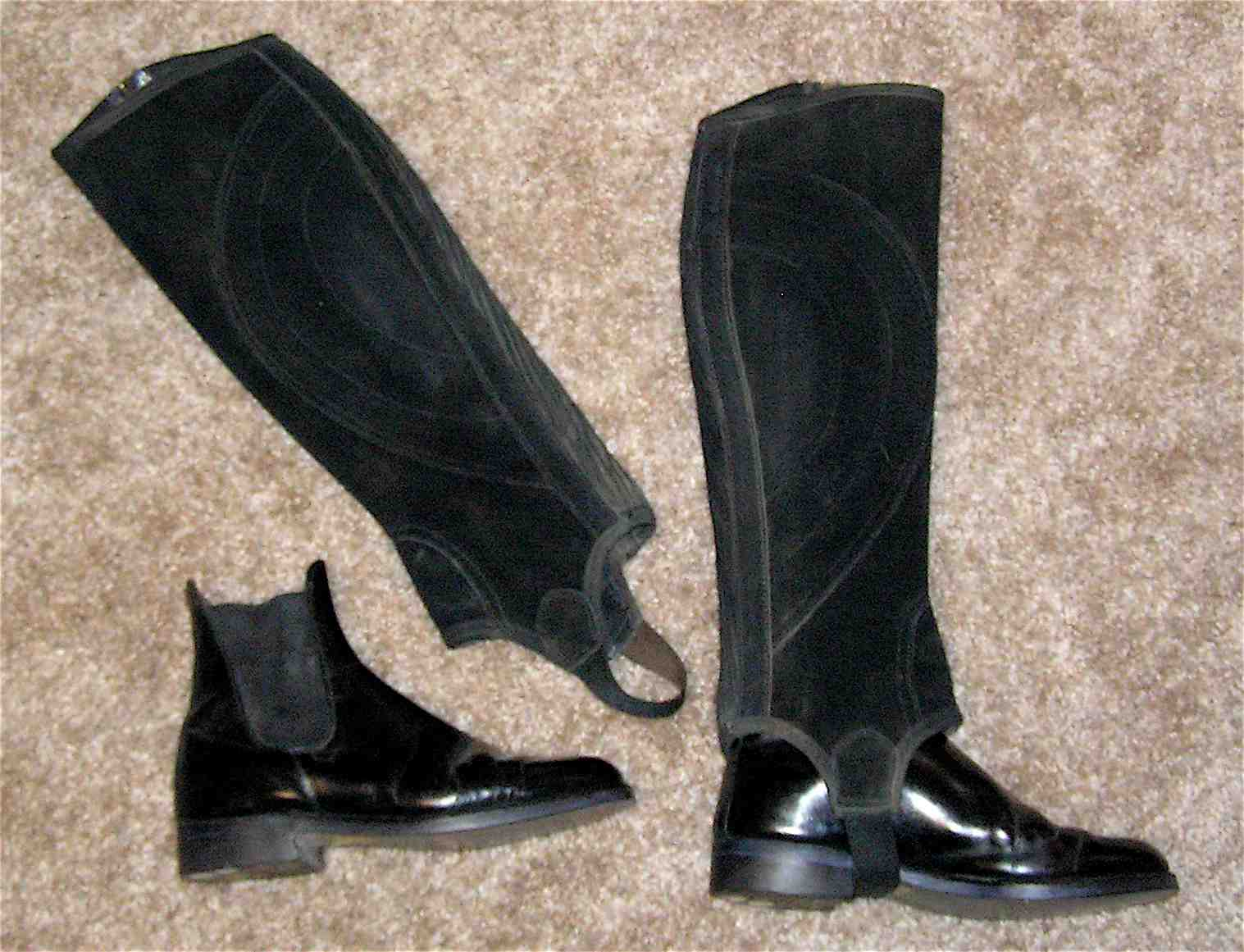
Sztyblety wraz z ochraniaczami łydek do jazdy konnej (sztylpami)

Sztyblety – skórzane buty z cholewą ponad kostkę i płaskim obcasem, używane oryginalnie w jeździectwie. Słowo „sztyblet” pochodzi od niemieckiego słowa Stiefletten < Stiefel. Inne określenia to: kamasze, rollingstonki, beatlesówki, a także chelsea.
Mają zapewnić wygodę i prawidłowe ułożenie nogi w strzemieniu. Wysokość ponad kostkę chroni ją przed obcieraniem. Elastyczna guma po bokach cholewy ułatwia zakładanie.
Buty tego typu obecnie stosuje się w codziennych stylizacjach, outfitach – zazwyczaj zestawiane ze spodniami. Warto jednak pamiętać o ich odpowiedniej pielęgnacji. Sztyblety wykonane z np. gładkiej skóry licowej należy czyścić na mokro, jednocześnie chroniąc przed solą.